# Донат Великий
Донат Великий (лат. Donatus Magnus, ? — бл. 355) — єпископ Карфагену берберського походження. Став очільником донатистів, ранньохристиянської секти в Північній Африці.

## Життєпис
Про раннє життя Доната Великого не зберіглося відомостей. Він був проповідником християнської течії, що згодом стала називатися за його іменем — донатизмом. Донатисти були прихильниками «Церкви мучеників» або «Церкви досконалих людей», відмовлялись визнавати дійсність священних дій, якщо вони виконувались священиком, який допускав скоєння гріхів. До того ж, вони не допускали повторного прийняття у лоно церкви людей, які зреклись християнської віри під час Великого гоніння на християн у 303—313 роках.
У 312 році донатисти відмовились визнавати Цециліана єпископом римської провінції Африка, оскільки він був призначений на цю посаду єпископом Феліксом, що вважався ними відступником. Натомість донатисти обрали єпископа з лав своїх послідовників — ним став Майорін. Невдовзі після цього Майорин помер, а на його звільнене місце було призначено Доната. Так, провінція Африка мала одразу двох єпископів: Доната та Цециліана.
Задля вирішення цього конфлікту донатисти звернулися до римського імператора Костянтина Великого. Костянтин, зі свого боку, доручив розгляд цієї справи Папі Римському Мільтіаду, який сам був бербером за походженням. За результатами подальшого Латеранського синоду, що відбувся 2—4 жовтня 313 року, вимоги донатистів було відкинуто. Втім, вони звернулися до Костянтина ще раз із вимогами повторного розгляду справи.
Остаточно донатизм був відкинутий більшістю церков після Арльського собору, який стався 314 року. Проте Доната ще близько 40 років проповідував свої вчення, допоки не помер у вигнанні близько 355 року н. е.